# Amt Kirchspielslandgemeinde Weddingstedt

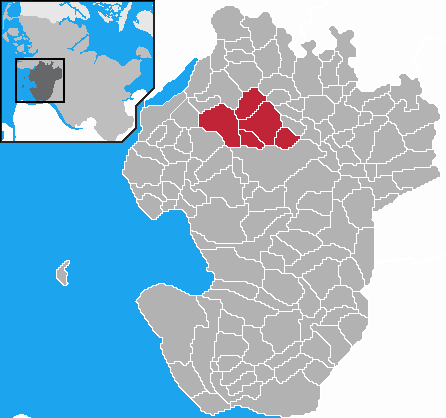
Lage des ehem. Amtes KLG Weddingstedt im Kreis Dithmarschen

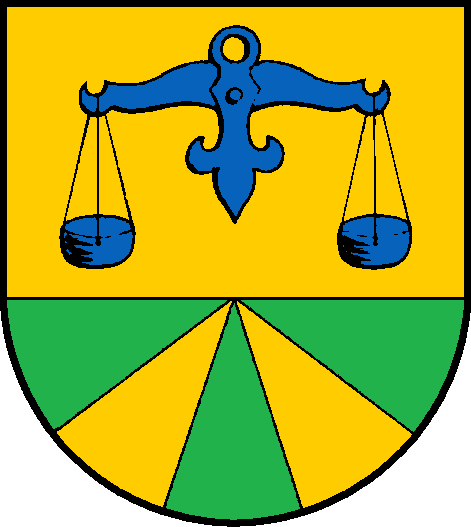
Wappen des ehem. Amtes KLG Weddingstedt

Das Amt Kirchspielslandgemeinde Weddingstedt war ein Amt im Kreis Dithmarschen in Schleswig-Holstein mit Verwaltungssitz in der Gemeinde Weddingstedt. Zum 1. Januar 2008 haben sich die Gemeinden des Amtes mit den Gemeinden des Amtes Kirchspielslandgemeinde Heide-Land und der Gemeinde Norderwöhrden zum Amt Kirchspielslandgemeinde Heider Umland zusammengeschlossen.
Das Amt hatte eine Fläche von 64 km² und zuletzt 6200 Einwohner in den fünf Gemeinden Neuenkirchen, Ostrohe, Stelle-Wittenwurth, Weddingstedt und Wesseln.

## Wappen
Blasonierung: „Gesenkt geteilt. Oben in Gold eine blaue Waage, unten von Grün und Gold fünfmal zur Schildmitte geständert. “